# Loka abechausensis
Loka abechausensis är en insektsart som beskrevs av Rauno E. Linnavuori och Al-ne'amy 1983. Loka abechausensis ingår i släktet Loka och familjen dvärgstritar. Inga underarter finns listade i Catalogue of Life.